# Harpachne
Harpachne Hochst. ex A.Rich. é um género botânico pertencente à família Poaceae.